# 肢帯
肢帯 (したい、英: limb girdle) とは、脊椎動物の体幹中にあり四肢の基部となる骨格組織である。肩帯と腰帯の2つがある。

## 概要
前肢の基部となる肢帯を肩帯、後肢の基部となる肢帯を腰帯と呼ぶ。前肢と後肢は魚類の対鰭（胸鰭・腹鰭）に由来しており古くは7対の対鰭をもつ魚類も存在したが、肩帯・腰帯以外の肢帯を持つ脊椎動物は未だ知られていない。四肢本体（自由肢）とは本来別の物であるが、文脈上自由肢も含めて言及されていることがある。
その主な機能は以下の２点である。
- 四肢を動かす筋群の起始部・付着面となる。
- 四肢の荷重を体幹に伝える。

### 肩帯
前肢の基部となる。構成骨は肩甲骨・前烏口骨・烏口骨・鎖骨・上鎖骨・間鎖骨などである。腰帯に比べて構成骨も多く、歴史も古い。詳しくは肩帯を参照のこと。

### 腰帯
後肢の基部となる。構成骨は腸骨・恥骨・坐骨が基本となる。この三種の構成骨は腰帯形成以来ほとんど変化がない。詳しくは腰帯を参照のこと。

## 構成骨の対応
自由肢においては上腕骨と大腿骨、橈骨と脛骨、尺骨と腓骨のように前肢と後肢それぞれの構成骨格がかなりの確証を持って対応させられていることから、肢帯における構成骨格も肩帯と腰帯で対応させられることがある。
例えば、背側にある構成要素（腰帯では腸骨）・腹側で関節窩の前方にある構成要素（同じく恥骨）・腹側で関節窩の後方にある構成要素（同じく坐骨）に肩帯を対応させ、【腸骨/恥骨/坐骨】と【肩甲骨/前烏口骨/烏口骨】、または【肩甲骨/鎖骨/前烏口骨】が対応するとされる。
しかし、腰帯の構成骨がその進化を通じてほぼ三種だけであること・腰帯の構成骨は全て内骨格性骨格であることに対し、肩帯の構成骨は進化の中で現れたり消えたり多種にわたる上に内骨格性骨格だけでなく皮骨性骨格も含むことから、どれがどれに対応するかは人によって意見が異なり、真に対応が見られるのかについても疑問が持たれている。例に挙げた対応では、前者は烏口骨は肩帯進化の中でかなり後半になってから現れた構成骨であること、後者は恥骨は内骨格性骨格であるのに鎖骨は皮骨性骨格であること、などの問題がある。最近ではあまり肢帯の構成骨における前後の対応や相同性については言及されないことが多い。